# Croatá (kommun i Brasilien)
Croatá är en kommun i Brasilien.   Den ligger i delstaten Ceará, i den östra delen av landet, 1 500 km nordost om huvudstaden Brasília. Antalet invånare är 17 077.
Omgivningarna runt Croatá är huvudsakligen savann. Runt Croatá är det ganska glesbefolkat, med 40 invånare per kvadratkilometer.